# 金榮奕
金 栄奕（ハンチャ：金 榮奕、キム・ヨンヒョク、英語: Kim Young-hyuk、ハングル：김영혁、1997年4月1日 - ）は、大韓民国の男子バドミントン選手。

## 経歴

### 2023年
男子ダブルスでは王燦とペアを組み、混合ダブルスでは李幽琳とペアを組む。
7月の韓国オープンでは、2回戦で世界ランク7位の劉雨辰 / 欧烜屹を破り準々決勝に進出するが、梁偉鏗 / 王昶に敗れ敗退した。